# Регла
Регла (исп. Regla) — один из 15 муниципалитетов Гаваны, коммерческий, портовый и индустриальный пригород.

## История
Город известен своей богатой колониальной историей. Первые поселения в этой местности появились примерно в 1690-х годах, когда была заложена церковь Девы Марии (Nuestra Senora de Regla).
Официальный год основания города — 1765.
В XIX-м веке город был центром контрабандистов.
3 апреля 1959 года здесь было введено в эксплуатацию первое промышленное предприятие, созданное после победы Кубинской революции - фабрика по выпуску растительного масла "Extractora Cubana de Aceites Vegetales" (в настоящее время - завод "Aceitera de Regla Alberto Álvarez").
В настоящее время город известен танцевальным ансамблем Guaracheros de Regla, традиционными праздниками в честь Девы Марии (Virgen de Regla).
5 апреля 2025 в муниципалитете Регла на окраине Гаваны начало работу сборочное производство автомашин УАЗ, организованное российской компанией ООО «Эхо-Экспорт» (дистрибьютером Ульяновского автозавода) и кубинским авторемонтным предприятием EISA, на котором методом крупноузловой сборки из машинокомплектов российского производства начато изготовление внедорожников "УАЗ Патриот" и "УАЗ Пикап", адаптированных к тропическому климату и другим местным условиям.
Регла — город-побратим калифорнийского Ричмонда.

## Демография
В 2004 году население Реглы составляло 44,4 тыс. чел.  Площадь муниципалитета — 9 кв.км., плотность населения 4900 чел/кв.км.